# 伊豆大川駅

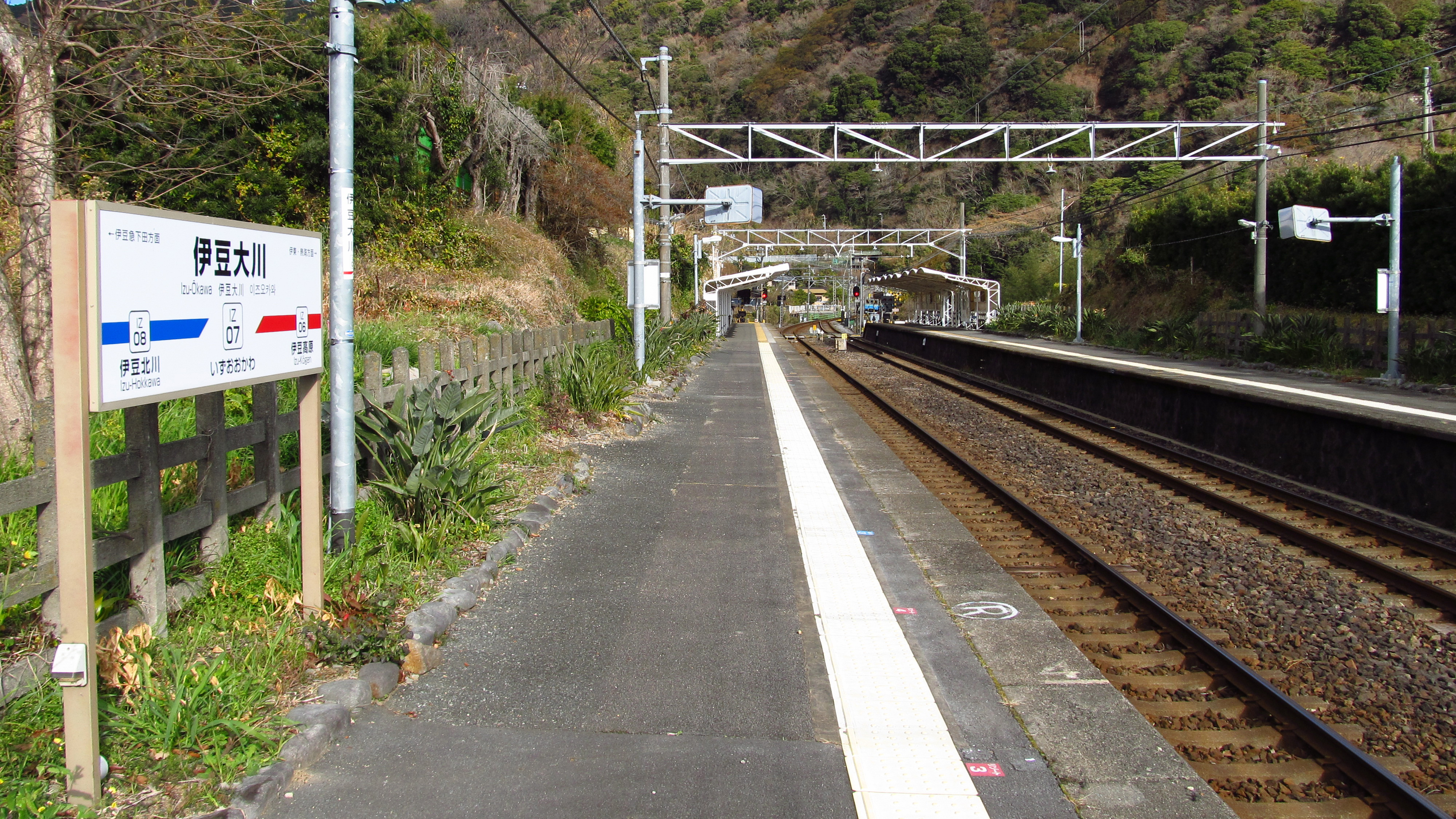
ホーム（2018年1月）

伊豆大川駅（いずおおかわえき）は、静岡県賀茂郡東伊豆町大川にある、伊豆急行伊豆急行線の駅である。駅番号はIZ07。

## 歴史
- 1961年（昭和36年）12月10日：開設。
- 2015年（平成27年）9月30日：窓口営業終了、無人駅化。

## 駅構造
相対式ホーム2面2線を有する地上駅。駅舎は2番線ホームに面しており、1番線ホームとのアクセスには構内踏切を使用する。無人駅。

### のりば
| 番線 | 路線       | 方向 | 行先           | 備考            |
| ---- | ---------- | ---- | -------------- | --------------- |
| 1    | 伊豆急行線 | 下り | 伊豆急下田方面 | 一部列車は2番線 |
| 2    | 伊豆急行線 | 上り | 伊東・熱海方面 | 一部列車は1番線 |

駅舎側の2番線が上下主本線となる1線スルー構造となっているため、通過列車は原則として両方向共2番線を通行する。停車列車は基本的に方向別にホームを使い分けているが、通過列車待ち合わせ等で、逆ホームに入る列車もある。

### 構内
- Suica及びSuicaと相互利用可能なICカード（PASMO等）は、伊豆急行線内全駅で利用可能であるが、当駅にチャージ機は設置されず、チャージサービスには対応していない。

## 利用状況
- 2020年（令和2年）度の1日平均乗車人員は43人である。

近年の1日平均乗車人員の推移は以下の通り。
| 年度               | 1日平均 乗車人員 | 出典     |
| ------------------ | ---------------- | -------- |
| 1993年（平成05年） | 432              | [ * 1 ]  |
| 1994年（平成06年） | 410              | [ * 2 ]  |
| 1995年（平成07年） | 369              | [ * 3 ]  |
| 1996年（平成08年） | 332              | [ * 4 ]  |
| 1997年（平成09年） | 317              | [ * 5 ]  |
| 1998年（平成10年） | 299              | [ * 6 ]  |
| 1999年（平成11年） | 275              | [ * 7 ]  |
| 2000年（平成12年） | 239              | [ * 8 ]  |
| 2001年（平成13年） | 225              | [ * 9 ]  |
| 2002年（平成14年） | 225              | [ * 10 ] |
| 2003年（平成15年） | 209              | [ * 11 ] |
| 2004年（平成16年） | 182              | [ * 12 ] |
| 2005年（平成17年） | 189              | [ * 13 ] |
| 2006年（平成18年） | 191              | [ * 14 ] |
| 2007年（平成19年） | 183              | [ * 15 ] |
| 2008年（平成20年） | 182              | [ * 16 ] |
| 2009年（平成21年） | 171              | [ * 17 ] |
| 2010年（平成22年） | 156              | [ * 18 ] |
| 2011年（平成23年） | 146              | [ * 19 ] |
| 2012年（平成24年） | 157              | [ * 20 ] |
| 2013年（平成25年） | 157              | [ * 21 ] |
| 2014年（平成26年） | 154              | [ * 22 ] |
| 2015年（平成27年） | 153              | [ * 23 ] |
| 2016年（平成28年） | 142              | [ * 24 ] |
| 2017年（平成29年） | 136              | [ * 25 ] |
| 2018年（平成30年） | 124              | [ * 26 ] |
| 2019年（令和元年） | 125              | [ * 27 ] |
| 2020年（令和02年） | 43               | [ * 28 ] |

## 駅周辺
- 大川温泉
  - 駅前には足湯が設置されている。
- 国道135号
- 東伊豆町自主運行バス（運行委託先：東海バス下田営業所）「大川公民館」停留所

## 隣の駅
伊豆急行
 伊豆急行線
伊豆高原駅 (IZ06) - 伊豆大川駅 (IZ07) - 伊豆北川駅 (IZ08)

### 利用状況
静岡県統計年鑑
1. ↑  静岡県統計年鑑1993（平成5年） (PDF)
2. ↑  静岡県統計年鑑1994（平成6年） (PDF)
3. ↑  静岡県統計年鑑1995（平成7年） (PDF)
4. ↑  静岡県統計年鑑1996（平成8年） (PDF)
5. ↑  静岡県統計年鑑1997（平成9年） (PDF)
6. ↑  静岡県統計年鑑1998（平成10年） (PDF)
7. ↑  静岡県統計年鑑1999（平成11年） (PDF)
8. ↑  静岡県統計年鑑2000（平成12年） (PDF)
9. ↑  静岡県統計年鑑2001（平成13年） (PDF)
10. ↑  静岡県統計年鑑2002（平成14年） (PDF)
11. ↑  静岡県統計年鑑2003（平成15年） (PDF)
12. ↑  静岡県統計年鑑2004（平成16年） (PDF)
13. ↑  静岡県統計年鑑2005（平成17年） (PDF)
14. ↑  静岡県統計年鑑2006（平成18年） (PDF)
15. ↑  静岡県統計年鑑2007（平成19年） (PDF)
16. ↑  静岡県統計年鑑2008（平成20年） (PDF)
17. ↑  静岡県統計年鑑2009（平成21年） (PDF)
18. ↑  静岡県統計年鑑2010（平成22年） (PDF)
19. ↑  静岡県統計年鑑2011（平成23年） (PDF)
20. ↑  静岡県統計年鑑2012（平成24年） (PDF)
21. ↑  静岡県統計年鑑2013（平成25年） (PDF)
22. ↑  静岡県統計年鑑2014（平成26年） (PDF)
23. ↑  静岡県統計年鑑2015（平成27年） (PDF)
24. ↑  静岡県統計年鑑2016（平成28年） (PDF)
25. ↑  静岡県統計年鑑2017（平成29年） (PDF)
26. ↑  静岡県統計年鑑2018（平成30年） (PDF)
27. ↑  静岡県統計年鑑2019（令和元年） (PDF)
28. ↑  静岡県統計年鑑2020（令和2年） (PDF)